# IL1R2
IL1R2 (англ. Interleukin 1 receptor type 2) – білок, який кодується однойменним геном, розташованим у людей на короткому плечі 2-ї хромосоми.  Довжина поліпептидного ланцюга білка становить 398 амінокислот, а молекулярна маса — 45 421.
| 10         |  | 20         |  | 30         |  | 40         |  | 50         |
| ---------- |  | ---------- |  | ---------- |  | ---------- |  | ---------- |
| MLRLYVLVMG |  | VSAFTLQPAA |  | HTGAARSCRF |  | RGRHYKREFR |  | LEGEPVALRC |
| PQVPYWLWAS |  | VSPRINLTWH |  | KNDSARTVPG |  | EEETRMWAQD |  | GALWLLPALQ |
| EDSGTYVCTT |  | RNASYCDKMS |  | IELRVFENTD |  | AFLPFISYPQ |  | ILTLSTSGVL |
| VCPDLSEFTR |  | DKTDVKIQWY |  | KDSLLLDKDN |  | EKFLSVRGTT |  | HLLVHDVALE |
| DAGYYRCVLT |  | FAHEGQQYNI |  | TRSIELRIKK |  | KKEETIPVII |  | SPLKTISASL |
| GSRLTIPCKV |  | FLGTGTPLTT |  | MLWWTANDTH |  | IESAYPGGRV |  | TEGPRQEYSE |
| NNENYIEVPL |  | IFDPVTREDL |  | HMDFKCVVHN |  | TLSFQTLRTT |  | VKEASSTFSW |
| GIVLAPLSLA |  | FLVLGGIWMH |  | RRCKHRTGKA |  | DGLTVLWPHH |  | QDFQSYPK   |

A: Аланін

C: Цистеїн

D: Аспарагінова кислота

E: Глутамінова кислота

F: Фенілаланін

G: Гліцин

H: Гістидин

I: Ізолейцин

K: Лізин

L: Лейцин

M: Метіонін

N: Аспарагін

P: Пролін

Q: Глутамін

R: Аргінін

S: Серин

T: Треонін

V: Валін

W: Триптофан

Кодований геном білок за функцією належить до рецепторів. 
Задіяний у таких біологічних процесах як поліморфізм, альтернативний сплайсинг. 
Локалізований у клітинній мембрані, мембрані.
Також секретований назовні.